# Безухие агамы
Безухие агамы (лат. Aphaniotis) — род ящериц из семейства агамовых, обитающий в Юго-Восточной Азии.

## Описание
Общая длина представителей этого рода от 15 до 20 см. Цвет кожи коричневый или красноватый с многочисленными светлыми пятнами. Голова широкая, тупая, короткая. Туловище цилиндрической формы. Глаза большие. Хвост средних размеров, утолщённый. Конечности вытянутые, пальцы длинные. Чешуя на голове и спине довольно крупная, на хвосте она более мелкая.

## Образ жизни
Обитают в лесах, горной местности, большую часть времени проводят на деревьях. Активны днём. Питаются насекомыми и другими мелкими беспозвоночными.

## Размножение
Это яйцекладущие ящерицы. Самки откладывают 5-6 яиц.

## Распространение
Ареал охватывает Индонезию, Таиланд, Сингапур и Малайзию.

## Классификация
На май 2018 года в род включают 3 вида:
- Aphaniotis acutirostris Modigliani, 1889 — Индонезийская агама, или Безухая агама
- Aphaniotis fusca (Peters, 1864) — Тёмная безухая агама
- Aphaniotis ornata (Lidth De Jeude, 1893)

## Галерея
- Безухая агама
- Aphaniotis ornata